# Суальейра
Суальейра (порт. Soalheira) — район (фрегезия) в Португалии, входит в округ Каштелу-Бранку. Является составной частью муниципалитета Фундан. По старому административному делению входил в провинцию Бейра-Байша. Входит в экономико-статистический субрегион Кова-да-Бейра, который входит в Центральный регион. Население составляет 1130 человек на 2001 год. Занимает площадь 13,94 км².
Покровителем района считается Святой Лоренсо (порт. São Lourenço).